# Mid-Season Invitational 2021
Mid-Season Invitational 2021 (MSI 2021) là giải đấu thể thao thường niên của bộ môn thể thao điện tử Liên Minh Huyền Thoại được tổ chức bởi Riot Games. Đây là giải Mid-Season Invitational (MSI) lần thứ 6, khởi tranh từ ngày 6/5 đến 22/5 tại sân vận động trong nhà Laugardalshöll, Reykjavík, Iceland, nơi đã diễn ra "Trận Đấu Thế Kỷ" của Giải Vô Địch Cờ Vua Thế Giới năm 1972.
Giải đấu gồm 12 đội tham dự và được chia thành 3 giai đoạn: vòng 1 (Groups), vòng 2 (Rumble), vòng 3 (Knockout). Khác với các năm trước, MSI năm nay sẽ không có vòng khởi động (Play-in) và các đội tham dự sẽ bắt đầu tại vòng 1.

## Thể thức, địa điểm thi đấu

### Thể thức
- Vòng 1 (Vòng bảng): 12 đội chia thành 3 bảng, mỗi bảng 4 đội. Thi đấu theo thể thức Bo1. Các đội nhất và nhì của mỗi bảng (tổng cộng 6 đội) sẽ đi tiếp vào vòng 2, các đội còn lại bị loại.
- Vòng 2 (Vòng Hỗn chiến): 6 đội vượt qua vòng 1 sẽ tiếp tục thi đấu vòng tròn 2 lượt, Bo1. 4 đội đứng đầu sẽ đi tiếp vào vòng 3.
- Vòng 3 (Vòng loại trực tiếp): loại trực tiếp, Bo5. Đội đứng đầu vòng 2 sẽ chọn thi đấu với đội xếp thứ 3 hoặc 4, đội xếp thứ 2 sẽ thi đấu với đội còn lại. 2 đội chiến thắng sẽ tiếp tục thi đấu để tranh chức vô địch.

### Địa điểm
Reykjavík là thành phố chủ nhà tổ chức giải đấu lần này. Toàn bộ các trận đấu sẽ được diễn ra tại nhà thi đấu Laugardalshöll. 
| Reykjavík, Iceland |
| ------------------ |
| Laugardalshöll     |
| Capacity: 0        |
| Reykjavík          |

## Các điểm thay đổi

### Thay đổi chính
- Giải đấu năm nay sẽ không có vòng khởi động (Play-in).
- Tất cả các đội sẽ bắt đầu tại vòng 1.

### Thay đổi liên quan
- Giải vô địch Liên Minh Huyền Thoại khu vực Bắc Mỹ - League of Legends Championship Series đã được đổi tên thành League Championship Series.
- Giải vô địch Liên Minh Huyền Thoại khu vực châu Đại Dương giờ đây sẽ là League of Legends Circuit Oceania (LCO) thay thế cho Oceanic Pro League (OPL) đã bị giải thể.

## Các đội tham dự
| Đội                 | ID  | Khu vực | Trình độ khu vực                     | Nhóm hạt giống |
| ------------------- | --- | ------- | ------------------------------------ | -------------- |
| DWG KIA             | DK  | LCK     | Vô địch LCK mùa Xuân 2021            | 1              |
| Royal Never Give Up | RNG | LPL     | Vô địch LPL mùa Xuân 2021            | 1              |
| MAD Lions           | MAD | LEC     | Vô địch LEC mùa Xuân 2021            | 1              |
| Cloud9              | C9  | LCS     | Vô địch LCS Mid-Season Showdown 2021 | 2              |
| PSG Talon           | PSG | PCS     | Vô địch PCS mùa Xuân 2021            | 2              |
| GAM Esports         | GAM | VCS     | Vô địch VCS mùa Xuân 2021            | 2              |
| Unicorns of Love    | UOL | LCL     | Vô địch LCL mùa Xuân 2021            | 3              |
| Istanbul Wildcats   | INF | TCL     | Vô địch TCL mùa Đông 2021            | 3              |
| Infinity Esports    | IW  | LLA     | Vô địch LLA Opening 2021             | 3              |
| Pentanet.GG         | PNG | LCO     | Vô địch LCO Split 1 2021             | 4              |
| DetonatioN FocusMe  | DFM | LJL     | Vô địch LJL mùa Xuân 2021            | 4              |
| paiN Gaming         | PGG | CBLoL   | Vô địch CBLoL Split 1 2021           | 4              |

GAM Esports, đại diện của VCS lại một lần nữa không thể tham dự do các vấn đề liên quan đến đại dịch Covid-19.

### Chia bảng
| A   | B     | C   |
| --- | ----- | --- |
| LPL | LEC   | LCK |
| VCS | PCS   | LCS |
| LCL | TCL   | LLA |
| LCO | CBLOL | LJL |

### Đội hình
| Tuyển thủ                                               | Tuyển thủ                           | Tuyển thủ                     | Tuyển thủ                   | Tuyển thủ                   | Huấn Luyện Viên               |
| Đường Trên                                              | Rừng                                | Đường Giữa                    | Đường Dưới                  | Hỗ Trợ                      | Huấn Luyện Viên               |
| Châu Âu (LEC) – MAD Lions                               | Châu Âu (LEC) – MAD Lions           | Châu Âu (LEC) – MAD Lions     | Châu Âu (LEC) – MAD Lions   | Châu Âu (LEC) – MAD Lions   | Châu Âu (LEC) – MAD Lions     |
| ------------------------------------------------------- | ----------------------------------- | ----------------------------- | --------------------------- | --------------------------- | ----------------------------- |
| Armut (İrfan Berk Tükek)                                | Elyoya (Javier Prades Batalla)      | Humanoid (Marek Brázda)       | Carzzy (Matyáš Orság)       | Kaiser (Norman Kaiser)      | Mac (James MacCormack)        |
| Trung Quốc (LPL) – Royal Never Give Up                  |                                     |                               |                             |                             |                               |
| Xiaohu (Li Yuanhao)                                     | Wei (Yan Yangwei)                   | Cryin (Yuan Chengwei)         | GALA (Chen Wei)             | Ming (Shi Senming)          | Tabe (Wong Pak-kan)           |
| Xiaobai (sub.) (Yang Zhonghe)                           | Wei (Yan Yangwei)                   | Xiaohu (sub.) (Li Yuanhao)    | GALA (Chen Wei)             | Ming (Shi Senming)          | Poppy (Chang Po-hao)          |
| Hàn Quốc (LCK) – DWG KIA                                |                                     |                               |                             |                             |                               |
| Khan (Kim Dong-ha)                                      | Canyon (Kim Geon-bu)                | ShowMaker (Heo Su)            | Ghost (Jang Yong-jun)       | BeryL (Cho Geon-hee)        | kkOma (Kim Jeong-gyun)        |
| Khan (Kim Dong-ha)                                      | Canyon (Kim Geon-bu)                | RangJun (sub.) (Kim Sang-jun) | Ghost (Jang Yong-jun)       | BeryL (Cho Geon-hee)        | kkOma (Kim Jeong-gyun)        |
| Bắc Mỹ (LCS) – Cloud9                                   |                                     |                               |                             |                             |                               |
| Fudge (Ibrahim Allami)                                  | Blaber (Robert Huang)               | Perkz (Luka Perković)         | Zven (Jesper Svenningsen)   | Vulcan (Philippe Laflamme)  | Reignover (Kim Yeu-jin)       |
| Đài Loan/Hồng Kông/Ma Cau/Đông Nam Á (PCS) – PSG Talon  |                                     |                               |                             |                             |                               |
| Hanabi (Su Chia-hsiang)                                 | River (Kim Dong-woo)                | Maple (Huang Yi-tang)         | Doggo (Chiu Tzu-chuan)      | Kaiwing (Ling Kai-wing)     | Helper (Kwon Yeong-jae)       |
| Hanabi (Su Chia-hsiang)                                 | River (Kim Dong-woo)                | Maple (Huang Yi-tang)         | Doggo (Chiu Tzu-chuan)      | Kaiwing (Ling Kai-wing)     | Winged (Park Tae-jin)         |
| Brazil (CBLOL) – paiN Gaming                            |                                     |                               |                             |                             |                               |
| Robo (Leonardo Souza)                                   | Cariok (Marcos Santos)              | tinowns (Thiago Sartori)      | brTT (Felipe Gonçalves)     | Luci (Han Chang-hoon)       | Nova (Ahmet Yılmaz)           |
| Robo (Leonardo Souza)                                   | Cariok (Marcos Santos)              | tinowns (Thiago Sartori)      | brTT (Felipe Gonçalves)     | Luci (Han Chang-hoon)       | Dionrray (João Pedro Barbosa) |
| Cộng đồng các Quốc gia Độc lập (LCL) – Unicorns of Love |                                     |                               |                             |                             |                               |
| BOSS (Vladislav Fomin)                                  | AHaHaCiK (Kirill Skvortsov)         | Nomanz (Lev Yakshin)          | Lodik (Stanislav Kornelyuk) | SaNTaS (Aleksandr Lifashin) | Sheepy (Fabian Mallant)       |
| Nhật Bản (LJL) – DetonatioN FocusMe                     |                                     |                               |                             |                             |                               |
| Evi (Shunsuke Murase)                                   | Steal (Moon Geon-yeong)             | Aria (Lee Ga-eul)             | Yutapon (Yuta Sugiura)      | Kazu (Kazuta Suzuki)        | Yang (Yang Gwang-pyo)         |
| Mỹ Latinh (LLA) – Infinity Esports                      |                                     |                               |                             |                             |                               |
| Buggax (Mateo Aroztegui)                                | SolidSnake (Diego Vallejo Trujillo) | cody (Cristian Quispe)        | WhiteLotus (Matías Musso)   | Ackerman (Gabriel Aparicio) | Von (Gabriel Barbosa)         |
| Châu Đại Dương (LCO) – Pentanet.GG                      |                                     |                               |                             |                             |                               |
| BioPanther (Brandon Alexander)                          | Pabu (Jackson Pavone)               | Chazz (Jesse Mahoney)         | Praedyth (Mark Lewis)       | Decoy (Daniel Ealam)        | Charlie (Charlie Wraith)      |
| Turkey (TCL) – Istanbul Wildcats                        |                                     |                               |                             |                             |                               |
| StarScreen (Soner Kaya)                                 | Ferret (Hakan Mert Çakmak)          | Serin (Tolga Ölmez)           | HolyPhoenix (Anıl Işık)     | Farfetch (Berk Badur)       | Robogod (Barış Mete Sevinç)   |
| StarScreen (Soner Kaya)                                 | Ferret (Hakan Mert Çakmak)          | Serin (Tolga Ölmez)           | HolyPhoenix (Anıl Işık)     | Farfetch (Berk Badur)       | Janus (Özcan Gürbüz)          |

## Vòng bảng
- Ngày và giờ: 6–11 tháng 5, bắt đầu vào 13:00 UTC
- 12 đội được bốc thăm vào 3 bảng, 4 đội vào 1 bảng.
- Thi đấu vòng tròn 4 lượt với bảng A, 2 lượt vòng tròn với bảng B và C; tất cả các trận đấu đều theo thể thức đấu BO1.
- Nếu hai đội cùng có cùng tỉ lệ thắng bại và tỉ số đối đầu bằng nhau thì sẽ thi đấu tiebreaker.
- 2 đội đầu bảng sẽ tham dự vòng Hỗn Chiến, 2 đội cuối bảng sẽ bị loại.

### Bảng A
⁠⁠GAM Esports được bốc vào bảng này nhưng rút lui vì không thể tham dự do các vấn đề liên quan đến đại dịch Covid-19.
| 1 | Royal Never Give Up | RNG | ~   | 4–0 | 4–0 | 8 | 0 |   |
| 2 | Pentanet.GG         | PGG | 0–4 | ~   | 2–2 | 2 | 6 | T |
| 3 | Unicorns of Love    | UOL | 0–4 | 2–2 | ~   | 2 | 6 | B |

| Ngày      | Trận | Đội xanh | Kết quả | Kết quả | Đội đỏ |
| --------- | ---- | -------- | ------- | ------- | ------ |
| 6 tháng 5 | 1    | RNG      | T       | B       | PGG    |
| 6 tháng 5 | 2    | PGG      | B       | T       | UOL    |
| 7 tháng 5 | 3    | PGG      | B       | T       | RNG    |
| 7 tháng 5 | 4    | UOL      | B       | T       | RNG    |
| 8 tháng 5 | 5    | RNG      | T       | B       | UOL    |
| 8 tháng 5 | 6    | UOL      | B       | T       | PGG    |
| 9 tháng 5 | 7    | UOL      | B       | T       | RNG    |
| 9 tháng 5 | 8    | UOL      | T       | B       | PGG    |
| 9 tháng 5 | 9    | RNG      | T       | B       | PGG    |
| 9 tháng 5 | 10   | RNG      | T       | B       | UOL    |
| 9 tháng 5 | 11   | PGG      | T       | B       | UOL    |
| 9 tháng 5 | 12   | PGG      | B       | T       | RNG    |
| 9 tháng 5 | T-B  | UOL      | B       | T       | PGG    |

### Bảng B
| 1 | MAD Lions         | MAD | ~   | 2–0 | 2–0 | 1–1 | 5 | 1 |
| 2 | PSG Talon         | PSG | 0–2 | ~   | 2–0 | 2–0 | 4 | 2 |
| 3 | paiN Gaming       | PNG | 0–2 | 0–2 | ~   | 2–0 | 2 | 4 |
| 4 | Istanbul Wildcats | IW  | 1–1 | 0–2 | 0–2 | ~   | 1 | 5 |

| Ngày       | Trận | Đội xanh | Kết quả | Kết quả | Đội đỏ |
| ---------- | ---- | -------- | ------- | ------- | ------ |
| 6 tháng 5  | 1    | IW       | L       | W       | PNG    |
| 6 tháng 5  | 2    | MAD      | W       | L       | PSG    |
| 7 tháng 5  | 3    | IW       | L       | W       | MAD    |
| 7 tháng 5  | 4    | PNG      | L       | W       | PSG    |
| 8 tháng 5  | 5    | MAD      | W       | L       | PNG    |
| 8 tháng 5  | 6    | PSG      | W       | L       | IW     |
| 10 tháng 5 | 7    | MAD      | L       | W       | IW     |
| 10 tháng 5 | 8    | PSG      | W       | L       | PNG    |
| 10 tháng 5 | 9    | IW       | L       | W       | PSG    |
| 10 tháng 5 | 10   | PNG      | L       | W       | MAD    |
| 10 tháng 5 | 11   | PNG      | W       | L       | IW     |
| 10 tháng 5 | 12   | PSG      | L       | W       | MAD    |

### Bảng C
| 1 | DWG KIA            | DK  | ~   | 1–1 | 2–0 | 2–0 | 5 | 1 |
| 2 | Cloud9             | C9  | 1–1 | ~   | 1–1 | 2–0 | 4 | 2 |
| 3 | DetonatioN FocusMe | DFM | 0–2 | 1–1 | ~   | 1–1 | 2 | 4 |
| 4 | Infinity Esports   | INF | 0–2 | 0–2 | 1–1 | ~   | 1 | 5 |

| Ngày       | Trận | Đội xanh | Kết quả | Kết quả | Đội đỏ |
| ---------- | ---- | -------- | ------- | ------- | ------ |
| 6 tháng 5  | 1    | DK       | W       | L       | C9     |
| 6 tháng 5  | 2    | INF      | W       | L       | DFM    |
| 7 tháng 5  | 3    | INF      | L       | W       | DK     |
| 7 tháng 5  | 4    | DFM      | W       | L       | C9     |
| 8 tháng 5  | 5    | DK       | W       | L       | DFM    |
| 8 tháng 5  | 6    | C9       | W       | L       | INF    |
| 11 tháng 5 | 7    | C9       | W       | L       | DK     |
| 11 tháng 5 | 8    | DFM      | W       | L       | INF    |
| 11 tháng 5 | 9    | DK       | W       | L       | INF    |
| 11 tháng 5 | 10   | C9       | W       | L       | DFM    |
| 11 tháng 5 | 11   | DFM      | L       | W       | DK     |
| 11 tháng 5 | 12   | INF      | L       | W       | C9     |

## Xếp hạng
(*) Không bao gồm trận tie-break.
| Vị trí            | Khu vực                        | Giải  | Đội                 | Vòng bảng         | Vòng Hỗn Chiến    | Bán kết           | Chung Kết         |
| ----------------- | ------------------------------ | ----- | ------------------- | ----------------- | ----------------- | ----------------- | ----------------- |
| Vô địch           | Trung Quốc                     | LPL   | ⁠Royal Never Give Up | 8-0               | 7-3               | 3-1(PSG)          | 3                 |
| Á quân            | Hàn Quốc                       | LCK   | DWG KIA             | 5-1               | 8-2               | 3-2(MAD)          | 2                 |
| Hạng 3 - Hạng 4   | Châu Âu                        | LEC   | MAD Lions           | 5-1               | 5-5               | 2-3(DK)           |                   |
| Hạng 3 - Hạng 4   | Thái Bình Dương                | PCS   | PSG Talon           | 4-2               | 6-4               | 1-3(RNG)          |                   |
| Hạng 5            | Bắc Mĩ                         | LCS   | Cloud9              | 4–2               | 3–7               |                   |                   |
| Hạng 6            | Châu Đại Dương                 | LCO   | Pentanet.GG*        | 2–6               | 1–9               |                   |                   |
| Hạng 7 - Hạng 9   | Nhật Bản                       | LJL   | DetonatioN FocusMe  | 2–4               |                   |                   |                   |
| Hạng 7 - Hạng 9   | Brazil                         | CBLOL | paiN Gaming         | 2–4               |                   |                   |                   |
| Hạng 7 - Hạng 9   | Cộng đồng các Quốc gia Độc lập | LCL   | Unicorns of Love*   | 2–6               |                   |                   |                   |
| Hạng 10 - Hạng 11 | Mỹ Latinh                      | LLA   | Infinity Esports    | 1–5               |                   |                   |                   |
| Hạng 10 - Hạng 11 | Thổ Nhĩ Kỳ                     | TCL   | Istanbul Wildcats   | 1–5               |                   |                   |                   |
| Không thể tham dự | Việt Nam                       | VCS   | GAM Esports         | Không thể tham dự | Không thể tham dự | Không thể tham dự | Không thể tham dự |